# Placówka Straży Granicznej w Korczowej
Placówka Straży Granicznej w Korczowej imienia mjr. Władysława Raginisa – graniczna jednostka organizacyjna Straży Granicznej realizująca zadania w ochronie granicy państwowej na granicy polsko-ukraińskiej (zewnętrznej granicy Unii Europejskiej).

## Formowanie i zmiany organizacyjne
Placówka Straży Granicznej w Korczowej (PSG w Korczowej), powołano 24 sierpnia 2005 ustawą z 22 kwietnia 2005 o zmianie ustawy o Straży Granicznej..., w strukturach Bieszczadzkiego Oddziału Straży Granicznej z przemianowania dotychczas funkcjonującej Granicznej Placówki Kontrolnej Straży Granicznej w Korczowej (GPK SG w Korczowej). Znacznie rozszerzono także uprawnienia komendantów, m.in. w zakresie działań podejmowanych wobec cudzoziemców przebywających na terytorium RP.
W placówce SG w Korczowej funkcjonuje polsko-ukraiński Punkt Konsultacyjny, którego zadaniem jest bieżąca wymiana informacji między służbami polskimi i ukraińskimi. Punkt ten umiejscowiony jest po stronie ukraińskiej. Wszelka wymiana informacji, ustalenia, planowanie wspólnych patroli, a także podpisywanie umów i porozumień obustronnych realizowane są w oparciu o instytucję Aparatu Pełnomocnika Granicznego.
25 listopada 2005 nastąpiło zakończenie służby w Straży Granicznej funkcjonariuszy służby kandydackiej i przejście Straży Granicznej na system służby zawodowej.
W placówce SG w Korczowej utworzono Punkt Ogniskowy – Focal Points, w którym całorocznie pełnią służbę funkcjonariusze służb granicznych ze wszystkich państw członkowskich Unii Europejskiej.
W 2023, Placówka Straży Granicznej w Korczowej miała status placówki SG kategorii I.

## Nadanie imienia
7 grudnia 2018 na przejściu granicznym w Korczowej odbyła się uroczystość z okazji nadania placówce imienia mjr. Władysława Raginisa. Wydarzeniu towarzyszyło odsłonięcie tablicy pamiątkowej w asyście pocztu sztandarowego oraz kompanii honorowej Bieszczadzkiego Oddziału SG.

## Ochrona granicy
W ramach Systemu Wież Obserwacyjnych Straży Granicznej (SWO SG), do ochrony powierzonego odcinka granicy państwowej placówka wykorzystuje wieżę obserwacyjną w miejscowości Żmijowiska z lokalnym ośrodkiem nadzoru w placówce SG w Korczowej.

## Terytorialny zasięg działania
Stan z 1 sierpnia 2011

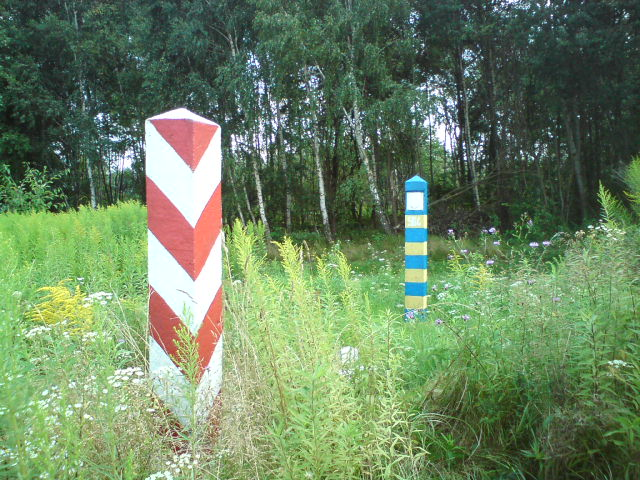
Granica polsko-ukraińska we wsi Żmijowiska (sierpień 2011)

Placówka SG w Korczowej ochrania odcinek polsko-ukraińskiej granicy państwowej o długości 21,94 km:
- Od znaku granicznego nr 569 do znaku granicznego nr 533.
- W strefie nadgranicznej linia rozgraniczenia z placówką SG w:

1. Lubaczowie: włącznie znak graniczny nr 569, wyłącznie Tarnawskie, włącznie Czerniawka, styk gmin Oleszyce, Laszki, Wielkie Oczy, dalej granicą gmin Oleszyce oraz Laszki.
2. Medyce: wyłącznie znak graniczny nr 533, rzeką Wisznia do granicy gminy Radymno, dalej granicą gmin Radymno oraz Stubno i Orły.

- Poza strefą nadgraniczną obejmuje z powiatu łańcuckiego gminy: Białobrzegi, Czarna, Łańcut, Łańcut, Rakszawa, Żołynia, z powiatu leżajskiego gminy: Grodzisko Dolne, Leżajsk, Leżajsk, Nowa Sarzyna, z powiatu jarosławskiego gminy: Jarosław, Pawłosiów, Chłopice, z powiatu przeworskiego gminy: Przeworsk, Tryńcza.

### Podległe przejścia graniczne
- Korczowa-Krakowiec (drogowe)[c].

## Placówki sąsiednie
- Placówka SG w Lubaczowie ⇔ Placówka SG w Medyce – 1.08.2011[c].

## Komendanci placówki
- ppłk SG Jacek Szcząchor (2012[10]–15.06.2015)[11]
- ppłk SG Robert Inglot (16.06.2015–25.07.2017)[11]
- ppłk SG Bogusław Czternastek (25.07.2017[11]–był 23.07.2020)[12]
- mjr SG Marek Soliszewski (był w 2021[13]–był 5.04.2022)[14]
- ppłk SG Paweł Pilawa p.o. (był w 2023[7]).